# Шибту
Шибту (правила с 1775 г. до н. э. — до 1761 г. до н. э.) — была женой Зимри-Лима и царицей древнего города-государства Мари в современной Сирии. Историк Авраам Маламат назвал её «наиболее выдающейся из женщин Мари».

## Жизнь
Шибту родилась в царской семье Ямхада. Её родителями были Ярим-Лим I, царь Ямхада, и Гашера, его супруга. Зимри-Лим был вынужден бежать из Мари, когда его отец, царь Яхдун-Лим, был убит в результате дворцового переворота, а Ясмах-Адад узурпировал трон. Зимри-Лим заключил союз с Ярим-Лимом из Ямхада, который помог ему вернуть трон Мари. Их союз был скреплён браком Зимри-Лима и Шибту. Потомство этой четы включало в себя по меньшей мере семь дочерей. Некоторые из их дочерей выходили замуж за членов царских семей Древнего Востока: так, Иббатум вышла замуж за Химидию, царя Андарига, а Иниб-Шарри — за Ибал-Адду, царя Ашлакки.

### Царица Мари
«Я задала свои вопросы о Вавилоне. Этот человек замышляет много вещей против нашей страны, но ему это не удастся. Мой господин увидит, что бог сделает с ним. Ты захватишь и одолеешь его. Его дни сочтены, он не будет жить долго. Мой господин должен знать это!» — письмо-пророчество от Шибту Зимри-Лиму, касающееся Хаммурапи.
Шибту пользовалась всесторонней царской властью. Во время отсутствия Зимри-Лима она правила администрацией города, царским дворцом и храмом. Записи, найденные в Мари, выявили регулярную переписку между Шибту и её мужем в отлучке. Письма носили в основном административный характер, в том числе там содержались отчёты о состоянии города и данные разведки. Были также и личные письма, в том числе уведомление царю, что Шибту родила близнецов: девочку и мальчика. Записи Шибту отражали глубокую привязанность к мужу и озабоченность по поводу его здоровья и благополучия во время походов. Зимри-Лим уведомлял её о своих битвах и местонахождении и давал ей советы по управлению городом. В одном из своих писем Шибту сообщает Зимри-Лиму о пророчестве оракула, что вавилонская атака против Мари закончится неудачей, однако оно не сбылось. Вавилоняне под предводительством Хаммурапи разрушили Мари в 1761 году до нашей эры.